# 小行星7656
小行星7656（英語：7656 Joemontani）是一颗围绕太阳公转的小行星。1992年4月24日，太空监视在基特峰发现了此天体。
这颗小行星的绝对星等为272.0608849391965等。